# 都町 (千葉市)
都町（みやこちょう）は日本の千葉県千葉市中央区に位置する町である。現行行政地名は都町一丁目から都町八丁目と都町（丁目なし）。郵便番号は260-0001。

## 概要
千葉市の行政区の中央区の東端に位置し同じく千葉市の行政区の若葉区に隣接している。

## 地理

### 河川
- 都川

### 隣接町丁
- 千葉市
  - 中央区
    - 道場南
    - 鶴沢町
    - 貝塚町
    - 亀岡町
    - 矢作町

  - 若葉区
    - 加曽利町
    - 貝塚町
    - 桜木

## 世帯数と人口
2025年（令和7年）4月1日現在の世帯数と人口は以下の通りである。
| 町丁・丁目 | 世帯数    | 人口    |
| ---------- | --------- | ------- |
| 都町       | 28世帯    | 50人    |
| 都町一丁目 | 1,524世帯 | 2,730人 |
| 都町二丁目 | 501世帯   | 786人   |
| 都町三丁目 | 523世帯   | 819人   |
| 都町四丁目 | 344世帯   | 819人   |
| 都町五丁目 | 723世帯   | 1,457人 |
| 都町六丁目 | 722世帯   | 1,377人 |
| 都町七丁目 | 407世帯   | 846人   |
| 都町八丁目 | 192世帯   | 337人   |
| 計         | 4,964世帯 | 9,221人 |

## 歴史
- 1889年4月1日 - 町村制の施行により、辺田(へた)村(当地付近)等が合併して千葉郡都村が発足。当地は大字辺田となる。
- 1908年12月 - 都村尋常小学校(現在の千葉市立都小学校)が現在の校地に移転。
- 1937年2月11日 - 都村が千葉市に編入され、当地は千葉市大字辺田となる。
- 1938年 - 大字辺田が都町と改称。
- 1978年1月1日 - 西部に住居表示が実施され、都町一丁目〜都町三丁目となる。
- 2020年2月3日 - 東部に住居表示が実施され、一部が都町三丁目に編入、残部は新たに都町四丁目〜都町八丁目となる。同時に若葉区と境界変更、若葉区加曽利町の南西端の一部が境界変更により中央区都町五丁目に編入される[4]。ごく一部が都町（丁目なし）として存続[5][6]。

## 小・中学校の学区
市立小・中学校に通う場合、学区は以下の通りとなる。
| 丁目       | 番地 | 小学校           | 中学校               |
| ---------- | ---- | ---------------- | -------------------- |
| 都町       | 全域 | 千葉市立都小学校 | 千葉市立加曽利中学校 |
| 都町一丁目 | 全域 | 千葉市立都小学校 | 千葉市立加曽利中学校 |
| 都町二丁目 | 全域 | 千葉市立都小学校 | 千葉市立加曽利中学校 |
| 都町三丁目 | 全域 | 千葉市立都小学校 | 千葉市立加曽利中学校 |
| 都町四丁目 | 全域 | 千葉市立都小学校 | 千葉市立加曽利中学校 |
| 都町五丁目 | 全域 | 千葉市立都小学校 | 千葉市立加曽利中学校 |
| 都町六丁目 | 全域 | 千葉市立都小学校 | 千葉市立加曽利中学校 |
| 都町七丁目 | 全域 | 千葉市立都小学校 | 千葉市立加曽利中学校 |
| 都町八丁目 | 全域 | 千葉市立都小学校 | 千葉市立加曽利中学校 |

## 交通

### 鉄道
町内に鉄道は存在しない

### 路線バス
- 京成バス
- ちばフラワーバス
- 千葉中央バス

### 道路
- 国道126号
- 国道51号
- 都町中通り
- 青葉の森通り

## 施設

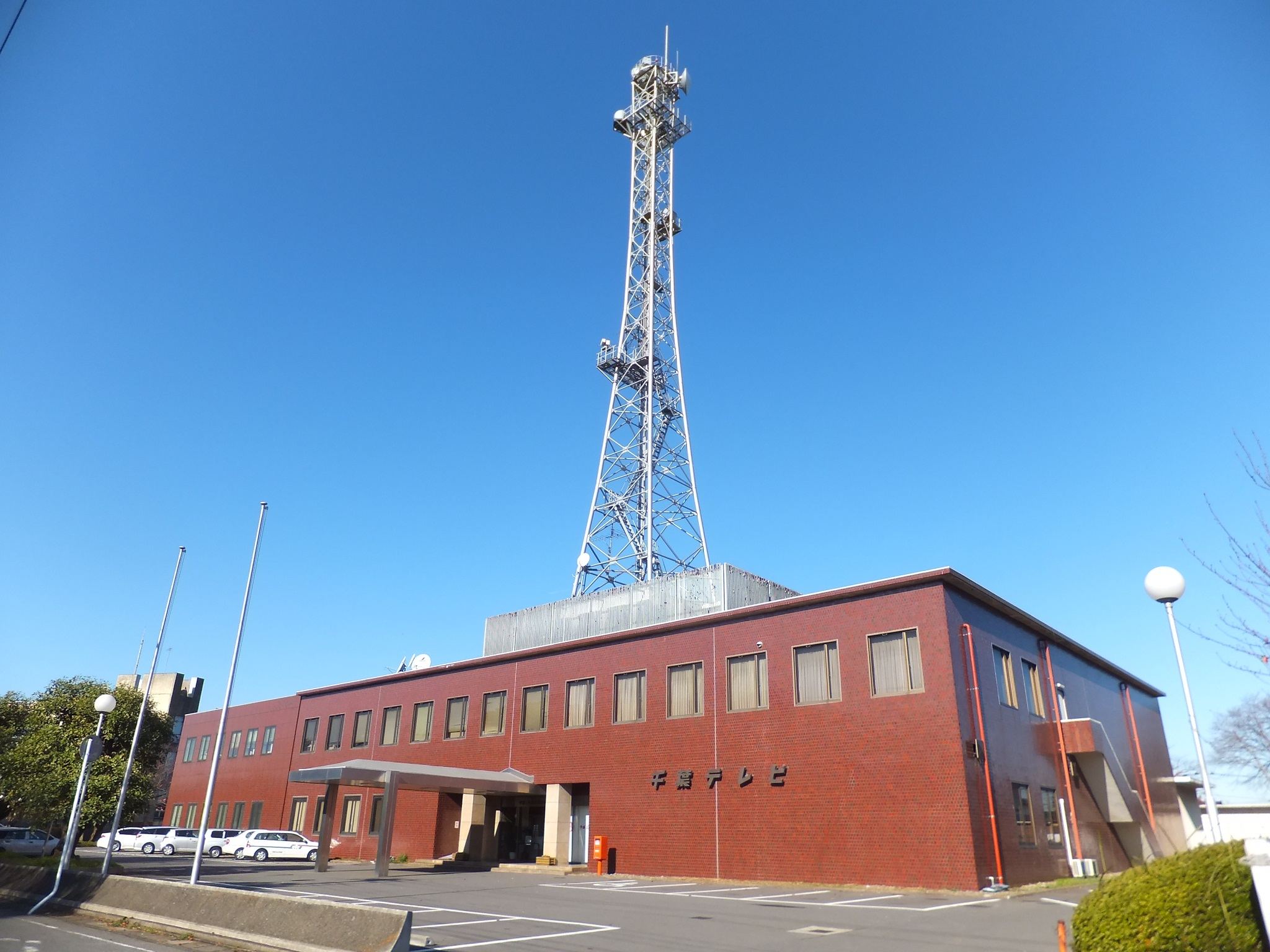
千葉テレビ放送

- みやこ図書館本館
- 千葉テレビ放送
- 千葉中央自動車学校
- 国土交通省千葉国道事務所千葉出張所
- 千葉市中央・美浜環境事業所
- 延命寺
- 大願寺
- 都公園
- 千葉市立都小学校
- 山百合幼稚園
- 都幼稚園
- 都保育所